# Tenmaku no Jādūgaru
Tenmaku no Jādūgaru (天幕のジャードゥーガル?) es una serie de manga japonesa escrita e ilustrada por Tomato Soup. La serie comenzó a publicarse en el sitio web Souffle de Akita Shoten en septiembre de 2021. A partir de agosto de 2024, los capítulos individuales de la serie se recopilaron en cuatro volúmenes. Una adaptación de la serie de televisión de anime producida por Science Saru se estrenará en 2026.

## Sinopsis
En el siglo XIII, en la ciudad de Tus, Fátima fue vendida como esclava a una familia de eruditos. Aunque al principio intentó huir, le enseñaron la importancia del conocimiento y terminó trabajando y estudiando en su casa.
Después de que el heredero de la familia partiera a Nishapur para continuar sus estudios, los mongoles invadieron Tus. Fátima fue capturada por el ejército de Tolui y su amo murió mientras la protegía. Tras ser llevada a Mongolia, Fátima comienza a pensar en vengarse de los mongoles.

## Contenido de la obra

### Manga
Tenmaku no Jādūgaru está escrita e ilustrado por Tomato Soup y comenzó a serializarse en el sitio web Souffle de Akita Shoten el 25 de septiembre de 2021. La serie comenzó a serializarse paralelamente en la revista Mystery Bonita el 6 de marzo de 2025. A partir de abril de 2025, los capítulos individuales de la serie se han recopilado en cinco volúmenes tankōbon.
| Volúmenes de manga publicados | Volúmenes de manga publicados | Volúmenes de manga publicados |
| Número                        | Fecha de lanzamiento          | ISBN                          |
| ----------------------------- | ----------------------------- | ----------------------------- |
| 1                             | 16 de agosto de 2022          | ISBN 978-4-253-26446-4        |
| 2                             | 16 de febrero de 2023         | ISBN 978-4-253-26447-1        |
| 3                             | 14 de septiembre de 2023      | ISBN 978-4-253-26447-1        |
| 4                             | 16 de agosto de 2024          | ISBN 978-4-253-26449-5        |
| 5                             | 16 de abril de 2025           | ISBN 978-4-253-26450-1        |

### Anime
Una adaptación televisiva de la serie de anime se anunció el 14 de abril de 2025. La serie será producida por Science Saru y se estrenará en TV Asahi en 2026.

## Recepción
Yuka Furukawa de Da Vinci elogió la ambientación y los personajes, en particular los villanos, que Furukawa consideró realistas. Kazushi Shimada de Real Sound, elogió la historia y la recomendó especialmente a los fans de Historie de Hitoshi Iwaaki, y Chi: Chikyū no Undō ni Tsuite de Uoto.
La serie fue nominada al 16.º Manga Taishō en 2023. También fue nominada al 17.º Manga Taishō en 2024. En la edición de 2023 de la lista de los mejores mangas para lectoras de la guía Kono Manga ga Sugoi!, la serie ocupó el primer puesto. En la edición de 2024, la serie se ubicó en el puesto 11.